# NGC 6508
NGC 6508 est une galaxie elliptique située dans la constellation du Dragon. Sa vitesse par rapport au fond diffus cosmologique est de 7 401 ± 16 km/s, ce qui correspond à une distance de Hubble de 109,2 ± 7,6 Mpc (∼356 millions d'al). NGC 6508 a été découverte par l'astronome allemand Ernst Hartwig en 1883.